# سیارک ۲۵۶۱
سیارک ۲۵۶۱ (به انگلیسی: 2561 Margolin، نامگذاری:1969TK2) دو هزار و پانصد و شصت و یکمین سیارک کشف شده‌است که در ۸ اکتبر ۱۹۶۹ کشف شد.
قدر مطلق سیارک برابر ۱۳٫۳۰ است.